# Усть-Цильма
Усть-Ци́льма (коми Чилимдін) — село в Республике Коми, административный центр Усть-Цилемского района и сельского поселения Усть-Цильма.
Численность населения — 4331 чел. (2021).

## История

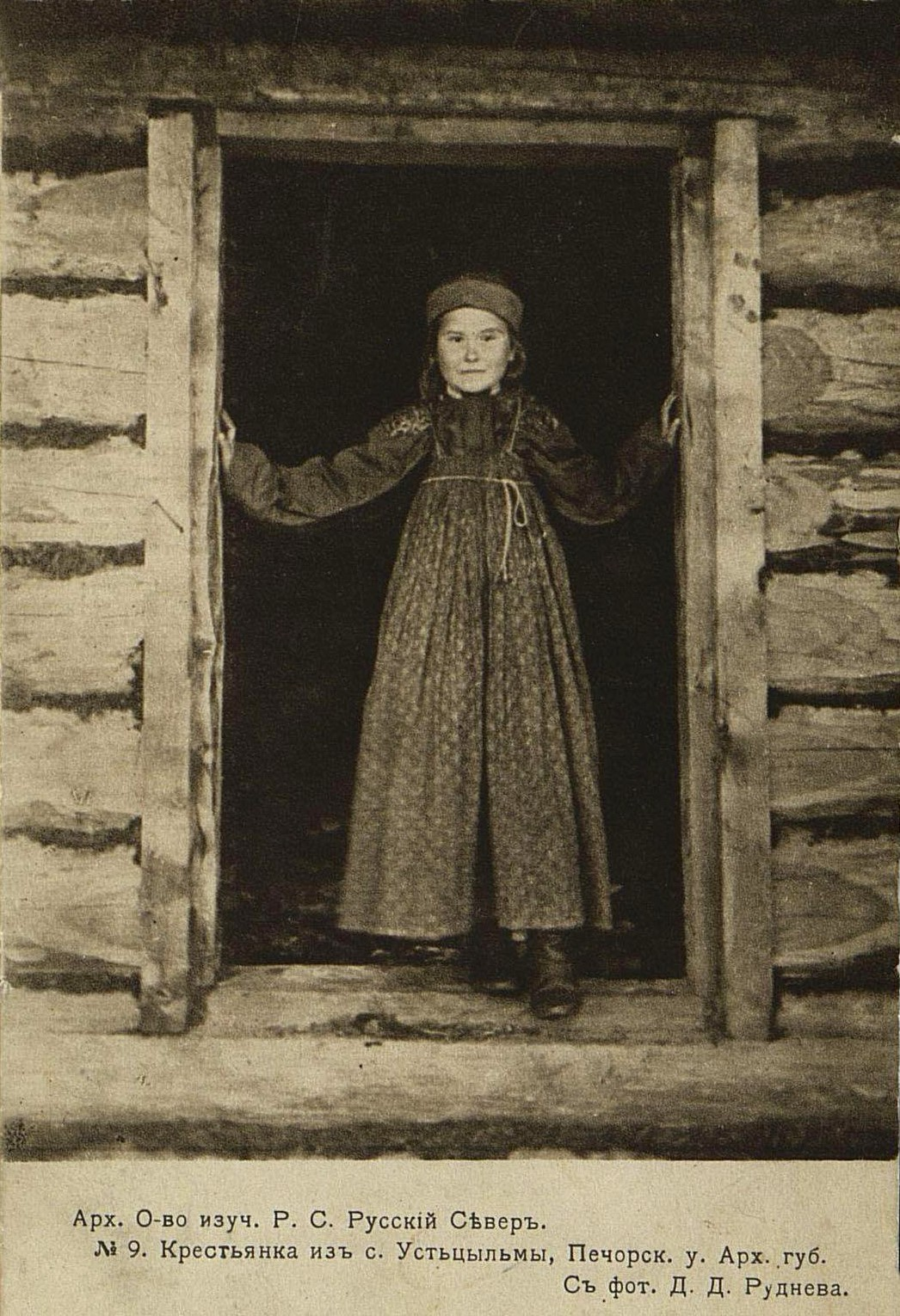
Крестьянка из села Усть-Цильма. 1900-е гг.

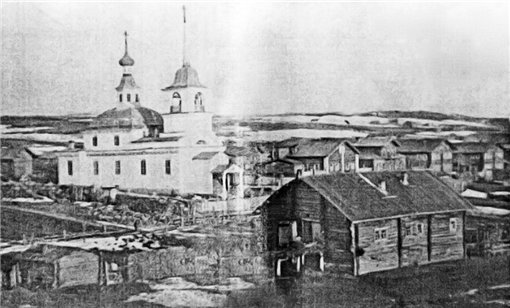
Панорама Усть-Цильмы начала XX в. На переднем плане — Никольский собор

Усть-Цильма — одно из самых древних сел Европейского севера. Зарождение и основание Усть-Цильмы связано с именем новгородца Ивашки Дмитриева Ластки, которому в 1542 году была пожалована царская грамота на пользование землями по реке Печоре. Усть-Цильма была центром добычи меди и серебра. Рядом с селом располагалось старейшее в России предприятие цветной металлургии. В 1899 году стала центром Печорского уезда, а в 1929 году — центром Усть-Цилемского района.
Усть-Цильма знаменита своими гуляниями — «Усть-Цилемскими горками». «Усть-Цилемская горка» — это весенне-летний хороводный праздник, проводящийся ежегодно в Петров день. В 2004 году «Усть-Цилемская горка» удостоена статуса Республиканского праздника.
Усть-Цильма известна также тем, что большую часть её населения составляют староверы Поморского согласия. В августе 2012 был освящён храм Николы Чудотворца, один из крупнейших храмов Поморского согласия, построенных после 1917 года.
С 1856 года действовал единоверческий приход, возрождённый в 2004 году. 2 апреля 2016 года была освящена новопостроенная церковь святителя Николы.

## Физико-географическая характеристика
Географическое положение
Село расположено на правом берегу реки Печоры, напротив устьев рек Цильмы и Пижмы. В районе села река Печора, огибая возвышенность Сосвинский Мусюр, делает плавный изгиб, меняя направление течения с субширотного на субмеридиональное.
По автомобильным дорогам расстояние до столицы Республики Коми города Сыктывкар составляет 690 км. Ближайшая железнодорожная станция Ираёль расположена в 220 км к юго-востоку от Усть-Цильмы. Вблизи села имеется аэропорт местных воздушных линий.
Климат
В Усть-Цильме умеренно континентальный климат с продолжительной холодной зимой и коротким прохладным летом. Абсолютный минимум апреля в Усть-Цильме такой же как и самый высокий в апреле по крайнему югу Якутии и равен −33.3, как и в Югоренке, притом летний период по фону температур тут один из самых показательныз по Коми.
| Показатель                                | Янв.  | Фев.  | Март  | Апр.  | Май   | Июнь | Июль | Авг. | Сен.  | Окт.  | Нояб. | Дек.  | Год   |
| ----------------------------------------- | ----- | ----- | ----- | ----- | ----- | ---- | ---- | ---- | ----- | ----- | ----- | ----- | ----- |
| Абсолютный максимум, °C                   | 3,1   | 3,6   | 12,1  | 24,1  | 30,5  | 34,4 | 33,6 | 32,3 | 26,1  | 18,9  | 7,6   | 3,0   | 34,4  |
| Средний суточный максимум, °C             | −13,1 | −11,9 | −5,7  | 2,1   | 8,1   | 16,2 | 19,7 | 16,7 | 10,0  | 1,3   | −5,1  | −10,3 | 2,3   |
| Средняя температура, °C                   | −17   | −15,3 | −10,1 | −2,6  | 3,5   | 11,2 | 14,8 | 12,1 | 6,3   | −1,2  | −8,2  | −13,7 | −1,6  |
| Средний суточный минимум, °C              | −21,5 | −19,7 | −15,2 | −7,3  | −0,8  | 6,1  | 9,9  | 7,9  | 3,2   | −3,6  | −11,6 | −17,9 | −5,8  |
| Абсолютный минимум, °C                    | −51,1 | −46,7 | −43,8 | −33,3 | −20,5 | −6,8 | −0,1 | −4,3 | −11,3 | −25,7 | −43,4 | −51,5 | −51,5 |
| Норма осадков, мм                         | 28,5  | 22    | 23,3  | 27,3  | 39,7  | 52,5 | 60,5 | 64,2 | 62,1  | 51,2  | 36,6  | 32,6  | 499   |
| Источник: Thermo Karelia.Ru World Climate |       |       |       |       |       |      |      |      |       |       |       |       |       |

Часовой пояс
Усть-Цильма, как и вся Республика Коми, находится в часовой зоне МСК (московское время). Смещение применяемого времени относительно UTC составляет +3:00. Местное время довольно значительно отклоняется от географического астрономического времени: истинный полдень — 11:21:20

## Население
| 1939  | 1959  | 1970  | 1979  | 1989  | 2002  | 2010  |
| ----- | ----- | ----- | ----- | ----- | ----- | ----- |
| 4228  | ↗4428 | ↗5370 | ↗5498 | ↘5344 | ↘5081 | ↘4877 |
| 2021  |       |       |       |       |       |       |
| ↘4331 |       |       |       |       |       |       |

### Языковой состав
Родной язык населения по данным переписи 1897 года:
| Язык                         | Численность, чел. | Доля     |
| ---------------------------- | ----------------- | -------- |
| Русский («великорусский»)    | 2 045             | 96,74 %  |
| Самоедские                   | 37                | 1,75 %   |
| Коми-зырянский («зырянский») | 24                | 1,14 %   |
| Другие                       | 8                 | 0,37 %   |
| Итого                        | 2 114             | 100,00 % |

В настоящее время официальными и основными языками села являются коми и русский.

## Экономика
Основные отрасли промышленности — лесозаготовительная, сельское хозяйство и пищевая. В летние месяцы развит экотуризм.
Имеется действующий аэропорт (эксплуатируется в статусе посадочной площадки). Эксплутант — АО «КомиАвиаТранс».

## Известные уроженцы и жители
- Бабиков Макар Андреевич (31.07.1921—02.02.2009) — Герой Советского Союза, участник ВОВ, стоял у истоков атомной промышленности СССР.
- Вокуева, Татьяна Дмитриевна (р. 1956) — генеалог, исследователь родов Усть-Цилемского района, председатель московского отделения «Русь Печорская», автор проекта «Родовой Дом», фестиваля «Пасхальный сувенир».
- Мяндин, Арсений Федорович (р. 1936) — доктор технических наук, профессор кафедры ракетных двигателей летательных аппаратов МАИ.
- Палавандов, Евсевий Осипович (ум. 1857) — грузинский князь, участник заговора (1829—1832) с целью восстановления независимости грузинского царства с династией Багратионов, ссыльный.
- Поздеев, Иван Александрович (р. 1963) — бывший заместитель Главы Республики Коми, глава администрации муниципального образования городской округ Сыктывкар (с 2011 года).
- Фот, Вальтер Вальтерович (1956—2018) — попечитель Пижемской поморской общины, Председатель «Культурно-паломнического центра им. протопопа Аввакума»[18], Председатель совета директоров ЗАО Транспортная Компания «Пижма».[19]
- Чупров, Олег Акимович (р. 1939) — поэт, автор гимна Санкт-Петербурга, член Союза писателей России.
- Чупров, Игорь Иосифович (р. 1940) — советский и российский инженер, доктор технических наук (1987), профессор, лауреат Государственной премии СССР (1985).

## Носители русской эпической традиции, сказители былин

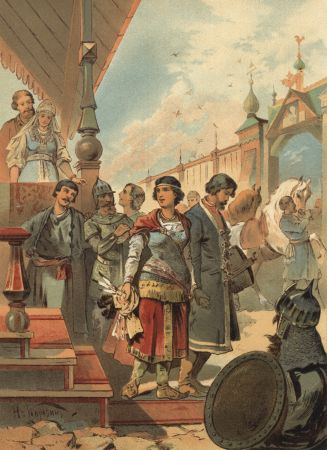
Иллюстрация Н. Н. Каразина к былине «Ставр Годинович»

Былины в селе Устьцильма (Усть-Цильма) были записаны российским фольклористом, этнографом Н. Е. Онучковым в 1901 году. В своём труде «Печорские былины», изданном в 1904 году, он не только записал сами былины, но и подробно описал характеры, образ жизни самих сказителей и характер исполнения ими былин. Имена сказителей приведены ниже:
- Поздеев Пётр Радионович (р. около 1836) — от него записано 16 былин (в.т.ч., «Первая поездка Ильи Муромца», «Иван Гостинович», «Дюк Степанович», «Добрый молодец и разбойники», «Смерть Александра I»)
- Рочев Егор Иванович — четыре былины (в.т.ч. «Добрыня и Маринка»)
- Чупров Григорий Иванович — шесть былин (в.т.ч. «Пожар в Ярославле»)
- Дуркин Димитрий Карпович — восемь былин
- Дуркин Игнатий Михайлович — три былины (в.т.ч., «Садко»)
- Торопова Екатерина Фёдоровна — одна былина («Голубиная книга»)
- Чупров Алексей Васильевич — две былины[20]

Сказители, былины в исполнение которых записаны другими фольклористами:
- Лагеев, Василий Игнатьевич (1895—1969) — от него записано четыре былины: «Добрыня и Алеша», «Ставер Годинович», «Василий Буслаев», «Три поездки Ильи Муромца».

Традиция сказительства жива в селе до сих пор.

## Достопримечательности
- Храм Николая Чудотворца (Русская православная церковь, единоверческий приход)[22]
- Районный центр культуры, досуга и кино[23]
- Храм Николы Чудотворца (Древлеправославная поморская церковь)[5]

## Интересные факты
- От названия переселенцев из Усть-Цильмы в Чердыни («усцелемовы», «усцелемцы») произошла сохранившаяся до настоящего времени фамилия «Исцелемов»[24].